# Maneca
Manuel Marinho Alves, conhecido como Maneca, (Salvador, 28 de janeiro de 1926 — Rio de Janeiro, 28 de junho de 1961), foi um futebolista brasileiro que atuou como meia ofensivo.

## Carreira
Jogava como meia e ponta-direita. Revelado pelo Galícia Esporte Clube, logo em seguida transferiu-se para o Vasco, onde  jogou de 1946 a 1955.
Atuou pela Seleção Brasileira na copa de 1950.

## Morte
Maneca morreu em 28 de junho de 1961, quando cometeu suicídio tomando cianeto de mercúrio na casa da noiva Pena Ferreira. Ele foi levado em estado grave ao Hospital Miguel Couto, onde não resistiu e morreu.

## Títulos
Galícia
- Campeonato Baiano: 1943[2]

Vasco da Gama
- Copa Internacional Rivadavia: 1953
- Campeonato Sul-Americano de Clubes Campeões: 1948[2]
- Campeonato Carioca:  1947, 1949, 1950 e 1952[2]
- Torneio Municipal de Futebol do Rio de Janeiro: 1946 e 1947
- Taça Centenários de Portugal: 1947
- Torneio Relâmpago: 1946
- Torneio Início do Rio de Janeiro: 1948
- Torneio Gerson dos Santos Coelho: 1948
- Troféu Cinquentenário do Racing: 1953
- Quadrangular Internacional do Rio de Janeiro: 1953
- Torneio Internacional do Chile: 1953

Bahia
- Campeonato Baiano: 1956[2]

Seleção Carioca
- Campeonato Brasileiro de Seleções Estaduais: 1950

Seleção Brasileira
- Taça Oswaldo Cruz: 1950

## Marca Histórica
- 10º maior Artilheiro da história do Vasco da Gama com 142 gols.
- 1° jogador de meio-campo com mais gols na história do Vasco da Gama com 142 gols.
- Entre os maiores meias da história do Club de Regatas Vasco da Gama.
- Entre os melhores Camisas 8 da história do Vasco da Gama.